# ベイビージェーン/ジャスミン
「ベイビージェーン/ジャスミン」は、吉川晃司が2007年3月7日にリリースした35枚目のシングル。本作は両A面シングルとなっている。

## 収録曲
1. ベイビージェーン
  - 作詞：松井五郎／作曲：吉川晃司
2. ジャスミン
  - 作詞：Jam・吉川晃司／作曲：吉川晃司
3. ベイビージェーン（Instrumental）
4. ジャスミン（Instrumental）

## タイアップ
| 楽曲       | タイアップ                                             | 出典 |
| ---------- | ------------------------------------------------------ | ---- |
| ジャスミン | TBS系全国ネット『2時っチャオ!』3月度エンディングテーマ |      |

## 収録アルバム
- ベイビージェーン
  - TARZAN（2007年）
  - SINGLES+（2014年）
- ジャスミン
  - TARZAN（2007年）
  - SINGLES+（2014年）